# Список кардиналов, возведённых папой римским Пием X

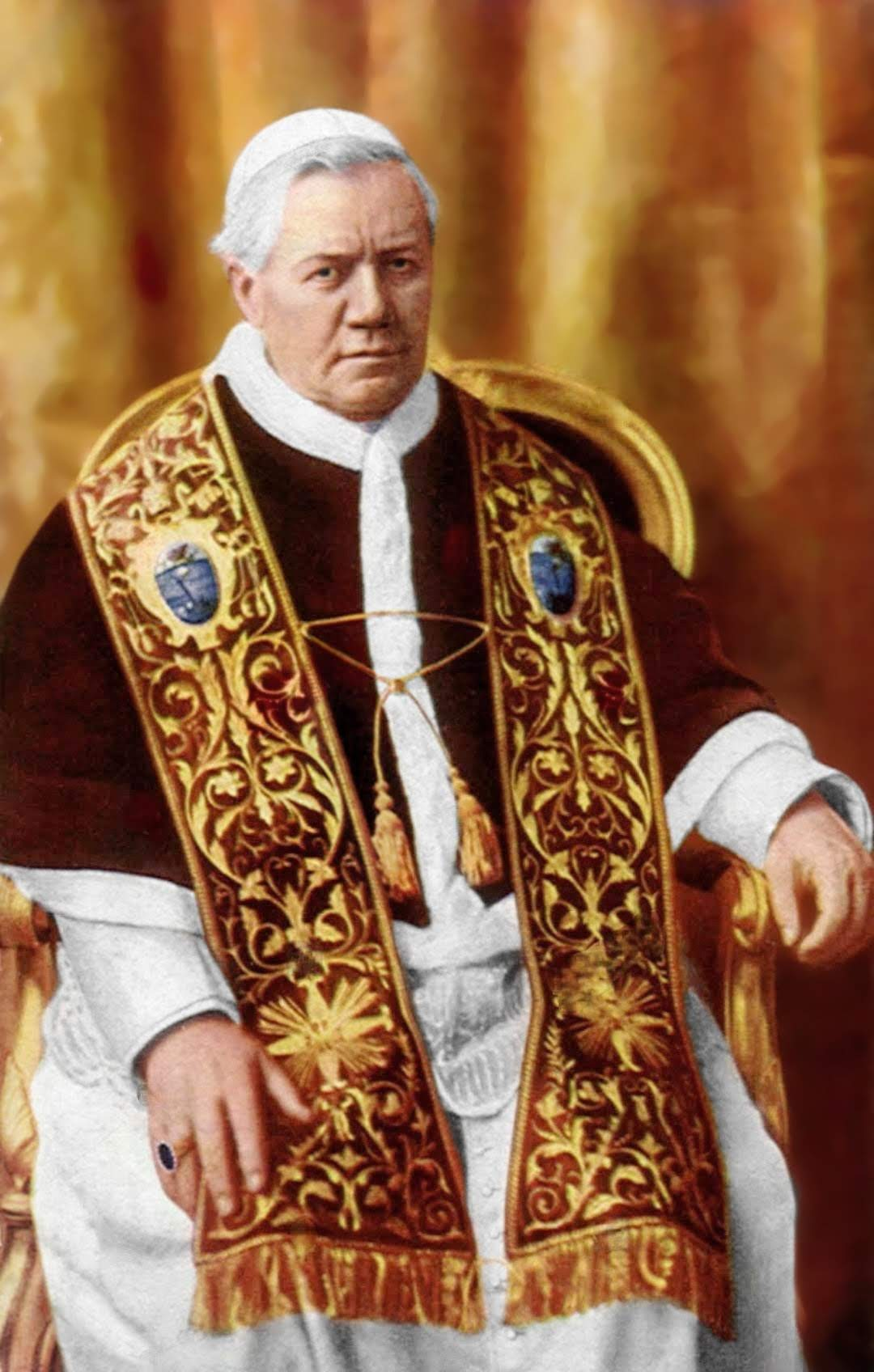
Папа Пий X

Кардиналы, возведённые Папой римским Пием X — 50 прелатов были возведены в сан кардинала на семи Консисториях за 11 лет понтификата Пия X. В период понтификата Пия X имело место возведение в сан кардинала первого представителя Латинской Америки — кардинала Жоакима Арковерде де Албукерке Кавалканти, архиепископа Сан-Себастьян-до-Рио-де-Жанейро.
Самой большой консисторией, была Консистория от 27 ноября 1911 года, на которой было назначено девятнадцать кардиналов.

## Консистория от 9 ноября 1903 года
- Рафаэль Мерри дель Валь-и-Сулуэта, про-государственный секретарь Святого Престола (Испания).
- Джузеппе Каллегари, епископ Падуи (Италия).

## Консистория от 11 декабря 1905 года
- Йожеф Шамашша, архиепископ Эгера (Австро-Венгрия);
- Марсело Спинола-и-Маэстре, архиепископ Севильи (Испания);
- Жоакин Арковерди ди Албукерки Кавалканти, архиепископ Сан-Себастьян-до-Рио-де-Жанейро (Бразилия);
- Оттавио Каджано де Ацеведо, папский мажордом (Италия).

## Консистория от 15 апреля 1907 года
- Аристиде Каваллари, патриарх Венеции (Италия);
- Грегорио Мария Агирре-и-Гарсия, O.F.M., архиепископ Бургоса (Испания);
- Аристиде Ринальдини, апостольский нунций в Испании (Италия);
- Бенедетто Лоренцелли, архиепископ Лукки (Италия);
- Пьетро Маффи, архиепископ Пизы (Италия);
- Алессандро Луальди, архиепископ Палермо (Италия);
- Дезире-Жозеф Мерсье, архиепископ Мехелена (Бельгия).

## Консистория от 16 декабря 1907 года
- Пьетро Гаспарри, секретарь Священной Конгрегации чрезвычайных церковных дел (Италия);
- Луи-Анри-Жозеф Люсон, архиепископ Реймса (Франция);
- Пьер Андриё, епископ Марселя (Франция);
- Гаэтано Де Лай, секретарь Священной Конгрегации Собора (Италия).

## Консистория от 27 ноября 1911 года
- Антониу Мендеш Беллу, патриарх Лиссабона (Португалия);
- Хосе Мария Хусто Кос-и-Мачо, архиепископ Вальядолида (Испания);
- Диомеде Фальконио, O.F.M., апостольский делегат в Соединённых Штатах Америки (Италия);
- Антонио Вико, апостольский нунций в Испании (Италия);
- Дженнаро Гранито Пиньятелли ди Бельмонте, бывший апостольский нунций в Австро-Венгрии (Италия);
- Джон Мёрфи Фарли, архиепископ Нью-Йорка (США);
- Фрэнсис Борн, архиепископ Вестминстера (Великобритания);
- Франтишек Салески Бауэр, архиепископ Оломоуца (Австро-Венгрия);
- Леон-Адольф Аметт, архиепископ Парижа (Франция);
- Уильям Генри О’Коннелл, архиепископ Бостона (США);
- Энрике Альмараc-и-Сантос, архиепископ Севильи (Испания);
- Франсуа-Виржиль Дюбийар, архиепископ Шамбери (Франция);
- Франц Нагль, архиепископ Вены (Австро-Венгрия);
- Франсуа де Роверье де Кабриер, епископ Монпелье (Франция);
- Гаэтано Бислети, префект Папского Дома (Италия);
- Джованни Баттиста Лугари, асессор Верховной Священной Конгрегации Священной Канцелярии (Италия);
- Базилио Помпили, секретарь Священной Конгрегации Собора (Италия);
- Луи Бийо, S.J. (Франция);
- Виллем ван Россум, C.SS.R. (Нидерланды).

## Консистория от 2 декабря  1912 года
- Кароль Хёрниг, епископ Веспрема (Австро-Венгрия).

## Консистория от 25 мая 1914 года
- Викториано Гисасола-и-Менендес, архиепископ Толедо (Испания);
- Луи-Назер Бежен, архиепископ Квебека (Канада);
- Доменико Серафини, O.S.B.Cas., асессор Верховной Священной Конгрегации Священной Канцелярии (Италия);
- Джакомо делла Кьеза, архиепископ Болоньи (Италия);
- Янош Чернох, архиепископ Эстергома (Австро-Венгрия);
- Франц фон Беттингер, архиепископ Мюнхена и Фрайзинга (Германия);
- Эктор Севен, архиепископ Лиона (Франция);
- Феликс фон Хартманн, архиепископ Кёльна (Германия);
- Фридрих Густав Пиффль, C.C.R.S.A., архиепископ Вены (Австро-Венгрия);
- Шипионе Текки, асессор Священной Консисторской Конгрегации (Италия);
- Филиппо Джустини, секретарь Священной Конгрегации Дисциплины Таинств (Италия);
- Микеле Лега, декан Трибунала Священной Римской Роты (Италия);
- Фрэнсис Гаскей, O.S.B., председатель английской бенедиктинской конфедерации (Великобритания).